# 마이크로소프트 계정

마이크로소프트 계정(Microsoft account, 이전 이름: 윈도우 라이브 ID, 마이크로소프트 패스포트 네트워크)는 사용자들이 하나의 계정을 사용하여 수많은 웹사이트에 로그인할 수 있게 도와 주는 마이크로소프트가 개발하여 제공하는 싱글 사인온 서비스이다.

## 제품의 관점
마이크로소프트 계정을 사용하는 웹, 응용 프로그램의 다수가 핫메일, MSNBC, MSN, 엑스박스 360의 엑스박스 라이브, 닷넷 메신저 서비스, 준과 같은 마이크로소프트 사이트, 서비스, 속성이다. 그러나 일부 회사들은 이러한 서비스를 사용하는 마이크로소프트와 연동하고 있다. (엑스페디아, Hoyts) 핫메일, MSN의 사용자들은 계정과 일치하는 마이크로소프트 계정을 자동으로 소유하게 된다.
마이크로소프트 윈도우 XP는 윈도우 사용자 계정을 마이크로소프트 계정에 링크를 거는 옵션을 가지고 있다. 이로써 사용자들이 윈도우에 로그온할 때마다 마이크로소프트 계정에 로그인할 수 있게 된다.
윈도우 비스타의 구성 요소인, 마이크로소프트 계정의 윈도우 카드스페이스와의 관계는 현재 알려져 있지 않다.
2007년 8월 15일에 마이크로소프트는 윈도우 라이브 ID 웹 인증을 공개하여 마이크로소프트 계정이 웹 사이트 개발자에게 공개되게끔 하고 있다.

## 같이 보기
- 윈도우 라이브
- 윈도우 카드스페이스
- 엑스박스 라이브
- OpenID